# Rudolf Brazda
Pour les articles homonymes, voir Brazda.
Rudolf Brazda, né le 26 juin 1913 à Brossen (province de Saxe), mort le 3 août 2011 à Bantzenheim (France), était le dernier survivant connu de la déportation pour motif d'homosexualité.
Faisant suite à deux condamnations pénales pour infraction au paragraphe 175 de l'ancien code pénal allemand, il est interné près de trois ans au camp de concentration de Buchenwald, où il porte le triangle rose. Immédiatement après sa libération, il s'est installé en France où il vivait depuis mai 1945.

## Parcours de vie

### 1913-1937: une famille dans les aléas géopolitiques de l'Europe centrale
Rudolf Brazda est le huitième et dernier enfant de parents originaires de Bohème et venus s'installer en Saxe pour raisons économiques : son père travaille dans les mines de lignite avoisinantes. Après la Première Guerre mondiale, il est considéré comme ressortissant tchécoslovaque de par son ascendance. Son père, démobilisé en 1919, décède en 1920.
Rudolf grandit à Brossen puis Meuselwitz où il fait son apprentissage de couvreur, à défaut d'avoir pu entamer une formation d'étalagiste dans un grand magasin. Au début des années 1930, profitant encore de la grande tolérance qui prévaut envers les homosexuels sous la République de Weimar — et ce, jusqu'à l'arrivée de Nazis au pouvoir en 1933 — il fait la connaissance de Werner, son premier compagnon, avec qui il partage une sous-location chez une Témoin de Jéhovah, parfaitement consciente et tolérante de leur relation. C'est une période heureuse durant laquelle ils ont de nombreux amis gays avec qui ils se rendent dans des lieux fréquentés par d'autres homosexuels (par exemple le café-dancing « New York » à Leipzig), ou avec qui ils entreprennent des sorties à vélo, voire des excursions plus lointaines.
Lorsqu'en 1936 Werner est appelé sous les drapeaux, Rudolf se retrouve temporairement seul et accepte un poste de groom dans un grand hôtel de Leipzig. Le renforcement des textes législatifs réprimant l'homosexualité, initié en 1935 par le nouveau pouvoir en place, attise le zèle délateur dans la population allemande. Ainsi, en 1937, faisant suite à des rafles, les aveux et dénonciations que la police extorque de certains de ses amis déjà inquiétés, conduisent à son arrestation, puis à son procès et à sa condamnation à Altenburg pour « débauche contre nature » (Widernatürliche Unzucht). Werner est semble-t-il aussi inquiété, mais les circonstances font qu'ils se perdent de vue. Ce dernier aurait été tué en service sur le front français en 1940 lors des offensives contre l'Angleterre.

### 1938-1941: vie dans la province des Sudètes
Ayant purgé la peine usuelle de 6 mois, Rudolf se voit notifier son expulsion vers sa patrie d'origine, quelques semaines après sa sortie de prison en octobre 1937. En effet, d'un point de vue technique et légal, il est citoyen tchécoslovaque et sa condamnation pénale le force à quitter l'Allemagne, car il est maintenant considéré comme étranger avec antécédents judiciaires, donc persona non grata en Allemagne nazie. Ses parents ne lui ayant pas transmis le tchèque, il est quelque peu contraint de s'installer dans la région germanophone des Sudètes, province tchécoslovaque jouxtant l'Allemagne. Il choisit alors Carlsbad (actuellement Karlovy Vary en République tchèque). Après un retour à la vie laborieuse, il intègre une troupe de théâtre itinérante spécialisée dans l'opérette et les numéros de cabaret.
Lorsque les Sudètes sont annexées au Reich par le pouvoir nazi, en 1938, ses collègues de la troupe ainsi que son directeur — juifs, pour la plupart — sont très vite arrêtés, faute d'avoir pu quitter à temps le pays et se réfugier au Canada.
En 1939, Rudolf retrouve un travail de couvreur et va loger à la même adresse qu'Anton, son nouvel ami. En avril 1941, il est une fois de plus impliqué indirectement lors de poursuites menées contre deux de ses proches connaissances. Il est à nouveau emprisonné, d'abord à Carlsbad, puis transféré à la prison d'Eger (actuellement Cheb en République tchèque) après un nouveau procès. En juin 1942, sa « détention de sûreté » (Schutzhaft) est ordonnée et sera le prélude à sa déportation. Commence un périple carcéral qui le refait passer par Carlsbad, puis par d'autres prisons avant de rejoindre le camp de concentration où il est envoyé.

### 1942-1945: détention au KL Buchenwald
Déporté au camp de concentration de Buchenwald en août 1942, il y reste jusqu'après la libération du camp par les forces américaines le 11 avril 1945. Son matricule est le « 7952 ». Ayant d'abord dû exécuter des travaux de force dans la carrière, il y est affecté à des tâches plus légères, à l'infirmerie, avant d'intégrer un commando de couvreurs chargé de l'entretien des toitures des nombreux bâtiments constituant le camp (baraquements, casernements, bâtiments administratifs ainsi que les lieux de résidence surveillée pour certains déportés politiques importants). Il est, à de nombreuses occasions, le témoin des sévices endurés par les homosexuels et les autres catégories de détenus, ayant parfois vent du sort funeste réservés à ceux — handicapés, mutilés ou inaptes au travail — qui sont convoqués à l'infirmerie et n'en revinrent pas, assassinés par injection mortelle.
Avec l'aide d'un kapo qui le cache dans la porcherie du camp, il échappe aux marches forcées de détenus, lors de l'évacuation du camp par les SS, au début du mois d'avril 1945.
Au sein de son kommando de couvreurs, il aura l'occasion de nouer des liens avec d'autres détenus, notamment avec des communistes, dont Fernand, un Alsacien originaire de Mulhouse. À sa sortie du camp, plutôt que de retourner dans sa famille, restée en Allemagne, Rudolf suit Fernand, qui avait été déporté politique (ancien volontaire des Brigades internationales étant allé combattre le régime de Franco en 1936). Début mai 1945, ils arrivent en France par le Luxembourg et se trouvent à Metz, lorsque la capitulation est annoncée. De là, ils se rendent à Mulhouse, par Belfort. La vie reprend son cours et Rudolf trouve un travail de couvreur tandis que, peu de temps après, Fernand se voit confier un poste dans l'administration d'un camp de prisonniers de guerre en Forêt-Noire, où il rencontre sa future épouse. Fernand décède en 1984.

### Depuis 1945: vie dans le sud de l'Alsace
Rudolf s'installe à Mulhouse et y fréquente les lieux de rencontres des homosexuels de la ville, dont le Square Steinbach, cet endroit même où la vie de Pierre Seel (1923-2005), autre déporté pour homosexualité, avait basculé quelques années plus tôt. Il aime aussi danser et se travestir, à l'occasion des bals costumés organisés durant ces années d'après guerre. C'est lors d'un de ces bals, au début de l'année 1950, qu'il rencontre Édouard Mayer (Edi), son futur compagnon de vie.
Ce dernier, né en 1931 à Ruma (actuelle Serbie), est un banatais : il est issu d'une famille aux racines alsaciennes et dont les ancêtres avaient été incités au XVIIIe siècle par Marie-Thérèse d'Autriche à aller exploiter et mettre en valeur le Banat, ancien territoire à cheval sur les actuelles Roumanie, Serbie et Hongrie. Ces populations de souche allemande ou germanophone, ayant conservé la langue et les traditions propres à leur contrée d'origine, deviennent indésirables après guerre dans les pays libérés du joug nazi. Edi arrive en France en juillet 1949, en compagnie de ses parents et de ses cadets — deux sœurs et un frère. Ils ont le titre de réfugiés yougoslaves et participent à l'effort de reconstruction industrielle et agricole. La famille s'établit définitivement à Mulhouse.
Avec Edi, Rudolf finit de construire, en 1962, une maison dans laquelle il habite jusqu'à sa mort. Pendant plus de 30 ans, Rudolf s'occupe avec beaucoup de dévotion de son compagnon, rendu invalide par un grave accident de travail. Edi décède en novembre 2003, au terme de plus de 50 ans de vie commune avec Rudolf.

### À partir de 2008: reconnaissance de sa déportation et travail de mémoire
Considéré comme apatride après la Seconde Guerre mondiale, Rudolf Brazda est naturalisé Français en 1960. Bien que n'ayant jamais eu la citoyenneté allemande, il continue de ne s'exprimer quasiment qu'en allemand. Il réside jusqu'à sa mort près de Mulhouse.
Lorsqu'au début 2008, il entend parler de l'inauguration prochaine du monument aux victimes homosexuelles du Nazisme (Homosexuellen-Denkmal) à Berlin, il demande à sa nièce de le faire connaître auprès de l'association « LSVD Berlin Brandenburg » (Fédération allemande des associations gays et lesbiennes — Délégation du Land de Berlin-Brandebourg). 

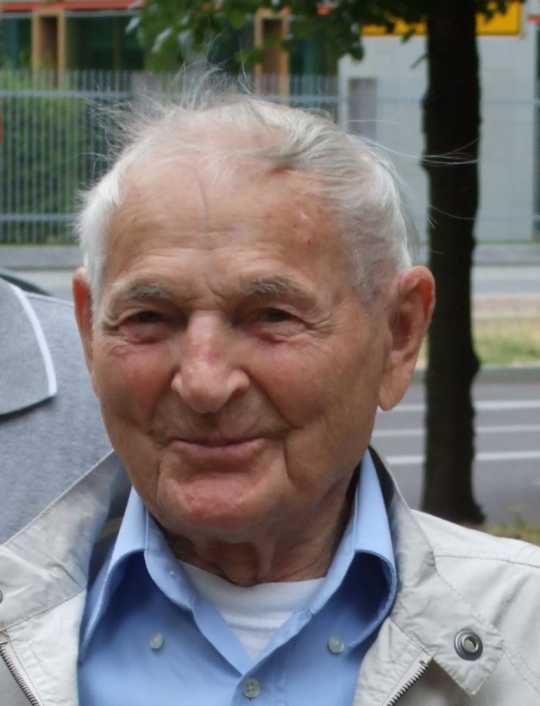
Rudolf Brazda le 27 juin 2008 à Berlin.

Le 28 juin 2008, soit deux jours après avoir fêté ses 95 ans, il est invité en compagnie de Klaus Wowereit, maire de Berlin, à une cérémonie au monument inauguré un mois auparavant. Dans l'après-midi, il est à l'honneur de la Gay Pride de Berlin, qu'il inaugure.
Début juin 2009, il est invité d'honneur de l'Europride à Zurich,. Fin juin, il se rend de nouveau à Berlin, pour les manifestations autour du CSD (Christopher Street Day), cédant à l'insistance des organisateurs. Sa participation se solde par une chute malencontreuse entraînant quelques éraflures et deux côtes cassées.
Le 15 mai 2010, en compagnie de Jean-Marie Bockel, secrétaire d'État à la Justice, Rudolf codévoile une plaque mémorielle rendant hommage à Pierre Seel et aux autres Mulhousiens anonymes arrêtés et déportés pour motif d'homosexualité : une première française dans la reconnaissance de la déportation des homosexuels.
Le 12 juin 2010, Rudolf Brazda reçoit la médaille d'or et le titre de Citoyen d'Honneur de la ville de Toulouse, lors d'une réception dans les salons du Capitole. Après l'inauguration d'une rue Pierre Seel, le 23 février 2008, la « ville rose » entendait ainsi poursuivre ses efforts de pionnière française dans la reconnaissance de la déportation pour motif d'homosexualité.
Le 25 juillet 2010, à l'initiative de la Aids-Hilfe Weimar und Ost-Thüringen e.V., Rudolf est à l'honneur sur le lieu de son ancien camp de concentration, lors d'une cérémonie commémorative à laquelle assistent également le maire de Weimar, les ministres et secrétaires d'état à l'économie du Land de Thuringe, ainsi qu'une délégation mémorielle française. Après la cérémonie, Rudolf a encore une fois l'occasion de témoigner de son vécu devant l'assistance.
Le 25 septembre 2010, Rudolf est symboliquement présent à l'ancien camp de concentration de Natzwiller, communément appelé le Struthof, lors de la cérémonie de dévoilement d'une plaque portant l'inscription : « À la mémoire des victimes de la barbarie nazie, déportés pour motif d'homosexualité ».
Le 29 novembre 2010, à l'occasion d'une conférence sur la déportation homosexuelle, à l'hôtel de ville de Nancy, il reçoit la médaille d'or de la ville, des mains du maire, André Rossinot.
En reconnaissance de son engagement à témoigner de son vécu, Rudolf Brazda est nommé chevalier dans l'ordre national de la Légion d'honneur, dans la promotion de Pâques 2011. Sa décoration lui est remise le 28 avril, dans un collège de Puteaux (ville dont il a également reçu la médaille d'or), par Marie-José Chombart de Lauwe, présidente de la Fondation pour la Mémoire de la Déportation, en présence notamment de Raymond Aubrac.
Bien que parfois dépassé par sa notoriété, il essaie de répondre au mieux aux sollicitations dont il fait l'objet (établissements scolaires, associations identitaires, TV, presse écrite et radio, etc.), pour témoigner de son passé insolite et riche à la fois, et ce tant que son état de santé le lui permet. Il espère ainsi que les nouvelles générations sauront rester vigilantes face aux dérives qui conduisirent à la répression et aux persécutions d'homosexuels par le régime nazi. Sa biographie, Itinéraire d'un Triangle rose, livre à la postérité le témoignage unique de celui qui est le probable dernier survivant des hommes porteurs du triangle rose concentrationnaire et montre comment la répression de l'homosexualité par les nazis a marqué son parcours de vie.

### Hommages
Rudolf Brazda s'en est allé paisiblement dans son sommeil, à l'aube du 3 août 2011.
Cinq jours plus tard, le 8 août, 69 ans jour pour jour après son arrivée au camp de concentration, ses cendres sont placées à côté de celles de son défunt compagnon, Edi, dans la tombe familiale de ce dernier au cimetière de Mulhouse.
Le 28 septembre 2011, à l'initiative des « Oublié(e)s » de la Mémoire un hommage national placé sous le patronage de M. Marc Laffineur, Secrétaire d'État aux Anciens Combattants, est rendu à Rudolf en l'église Saint-Roch de Paris, lieu abritant la Chapelle de la Déportation. Sont présents des officiels, des représentants du corps diplomatique, ainsi que des militants et représentants associatifs. C'est une fois encore l'occasion de rappeler que pendant les trois dernières années de sa vie, Rudolf fut un témoin rare, et que la commémoration des déportés pour homosexualité reste d'actualité dans la lutte contre les discriminations,.
Le 25 juin 2012, le Conseil municipal de Montpellier décide d’attribuer son nom à une place de la ville, dans l’un des nouveaux quartiers en construction.
Le 23 juin 2013, à quelques jours du centenaire de sa naissance, l’État libre de Thuringe en partenariat avec la Fondation fédérale Magnus Hirschfeld, lui rend un hommage au théâtre national allemand de Weimar, en présence, entre autres, de Sabine Leutheusser-Schnarrenberger, ministre fédérale de la Justice. L’allocution principale en souvenir des victimes homosexuelles du nazisme est tenue par Volkhard Knigge, directeur de la Fondation des mémoriaux de Buchenwald et Mittelbau-Dora.